# 80

## Події
- Імператором Титом відкриті Колізей та Терми Тита (лат. Thermae Titi).
- Консули Риму: імператор Тит Флавій Веспасіан та його брат Доміціан.
- Охоплені пожежею Капітолій та Марсове поле у Римі

### Астрономічні явища
- 10 березня. Кільцеподібне сонячне затемнення.[1]
- 2 вересня. Повне сонячне затемнення.[1]

## Народились
- Ашвагхоша — індійський філософ-поет.

## Померли
- Вологез II — син царя Парфії Вологеза I з династії Аршакідів.
- Куджула Кадфіз — правитель Кушанської імперії
- Філіпп — апостол, учень Ісуса Христа